# Erich Pohl (Politiker)
Erich Pohl (* 31. Mai 1917 in Wien; † 21. Januar 2002 in Buchholz in der Nordheide) war ein deutscher Internist, Ärztefunktionär und Politiker (CDU). Er war von 1967 bis 1986 Abgeordneter im Landtag von Niedersachsen.
Erich Pohl, Sohn von Vilma Pohl, geborene Pap von Szill, und des Konteradmirals Viktor Pohl, besuchte die Schule und die Universität in Wien. Er studierte Medizin, bestand 1940 das Staatsexamen und erhielt im März 1940 seine Approbation. Ab Mai 1940 war er bis Ende 1945 als wehrdienstleistender Soldat, davon überwiegend als Truppenarzt in einer Panzerdivision, eingesetzt. Er war katholisch und hatte 1944 Renata von Stackelberg geheiratet. Aus der Ehe ging ein Sohn hervor.
Nach Kriegsende war er von 1945 bis 1956 als Assistenzarzt und Oberarzt in einer Klinik tätig. Anschließend eröffnete er 1956 eine Praxis, in der er als Internist praktizierte. Pohl war Vorsitzender des Ärztevereins Harburg-Land und Mitglied des Bezirksvorstandes der Ärztekammer Lüneburg. Nachdem er bereits seit 1952 Ratsherr der Stadt Buchholz, wo er auch wohnte, gewesen war, wurde das CDU-Mitglied 1956 Mitglied des Kreistages des Landkreises Harburg. Am 6. Juni 1967 wurde er Mitglied des Niedersächsischen Landtages in dessen sechster Wahlperiode, dem er noch bis zum 20. Juni 1986, dem Ende der zehnten Wahlperiode, angehörte. Vom 14. September 1970 bis zum 20. Juni 1974 war er Vorsitzender des Ausschusses für Gesundheitswesen.
Pohl war promovierter Medizin und Träger des Großen Verdienstkreuzes des Verdienstordens der Bundesrepublik Deutschland.